# Шабельская, Наталья Леонидовна
Наталья Леонидовна Шабельская, урожденная Кронеберг (1841— 7 января 1904, Ницца) — коллекционер русских народных костюмов, основала в Москве частный «Музей старины».
Одно из крупнейших и ценнейших подобных собраний — в одном ряду с коллекциями К. Д. Долматова, П. И. Щукина и М. К. Тенишевой. Её коллекция позже оказалась разделена между различными российскими и зарубежными собраниями.

## Семья
Жена крупнейшего землевладельца Харьковской губернии Петра Николаевича Шабельского. С 1895 года по 1904 год жила из-за болезни за границей, где и скончалась.
Её дело продолжили дочери:
- Шабельская, Варвара Петровна, в замужестве — княгиня Сидамон-Эристова (1861—18.02.1943, Ницца). Служила в Центральных государственных реставрационных мастерских под руководством И. Э. Грабаря, ей было поручено составление «Инструкции по музейному хранению памятников шитья, низания и тканей» для Наркомпроса (1923)[5].

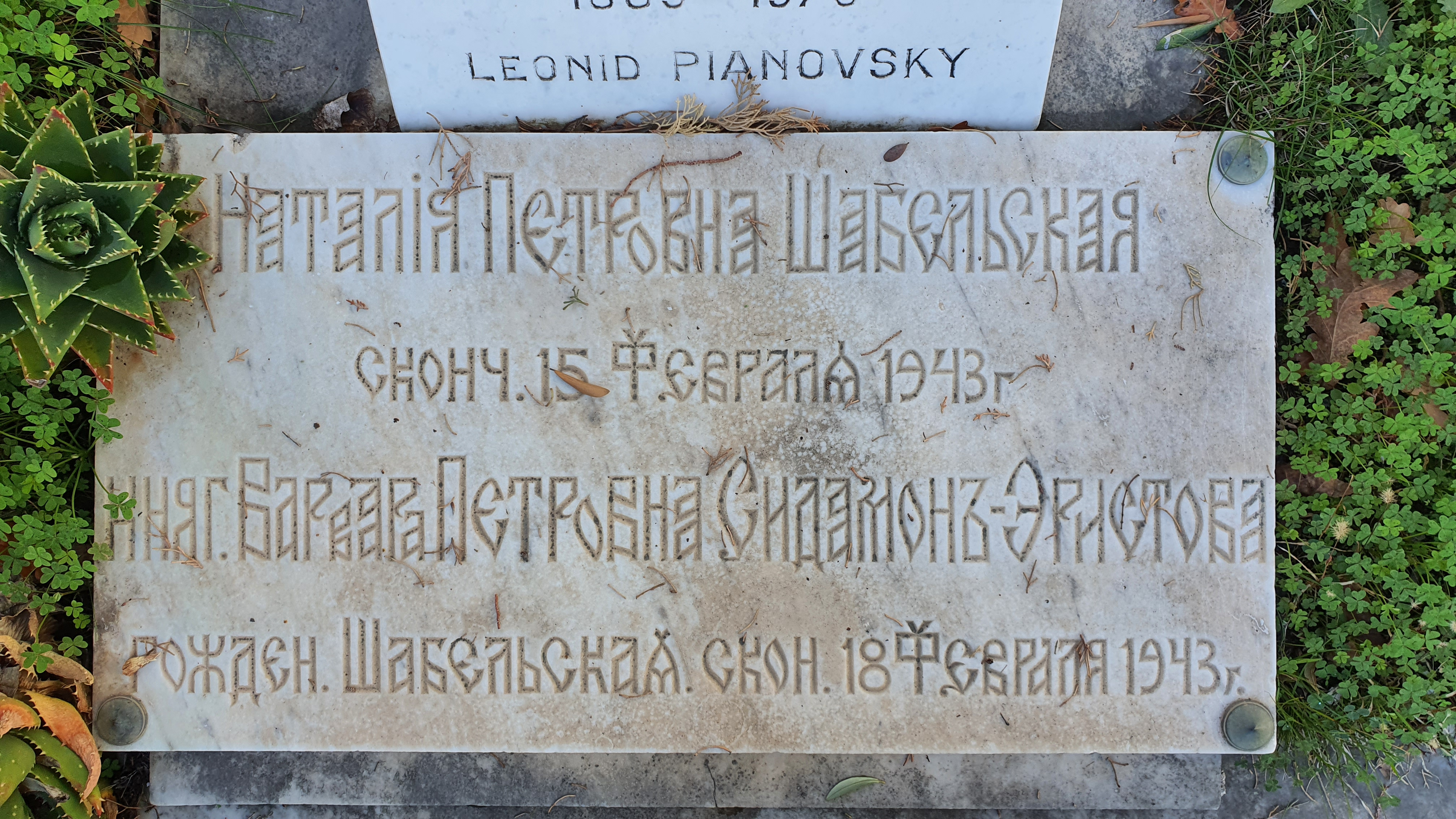
Памятная табличка на могиле дочерей Н.Л. Шабельской в Ницце

- Памятная табличка на могиле дочерей Н.Л. Шабельской в НиццеШабельская, Наталья Петровна (1864—15.02.1943, Ницца). Художник, реставратор, специалист по декоративной вышивке, в 1920-е гг. работала в Москве в Центральных государственных реставрационных мастерских под руководством И. Э. Грабаря[3].

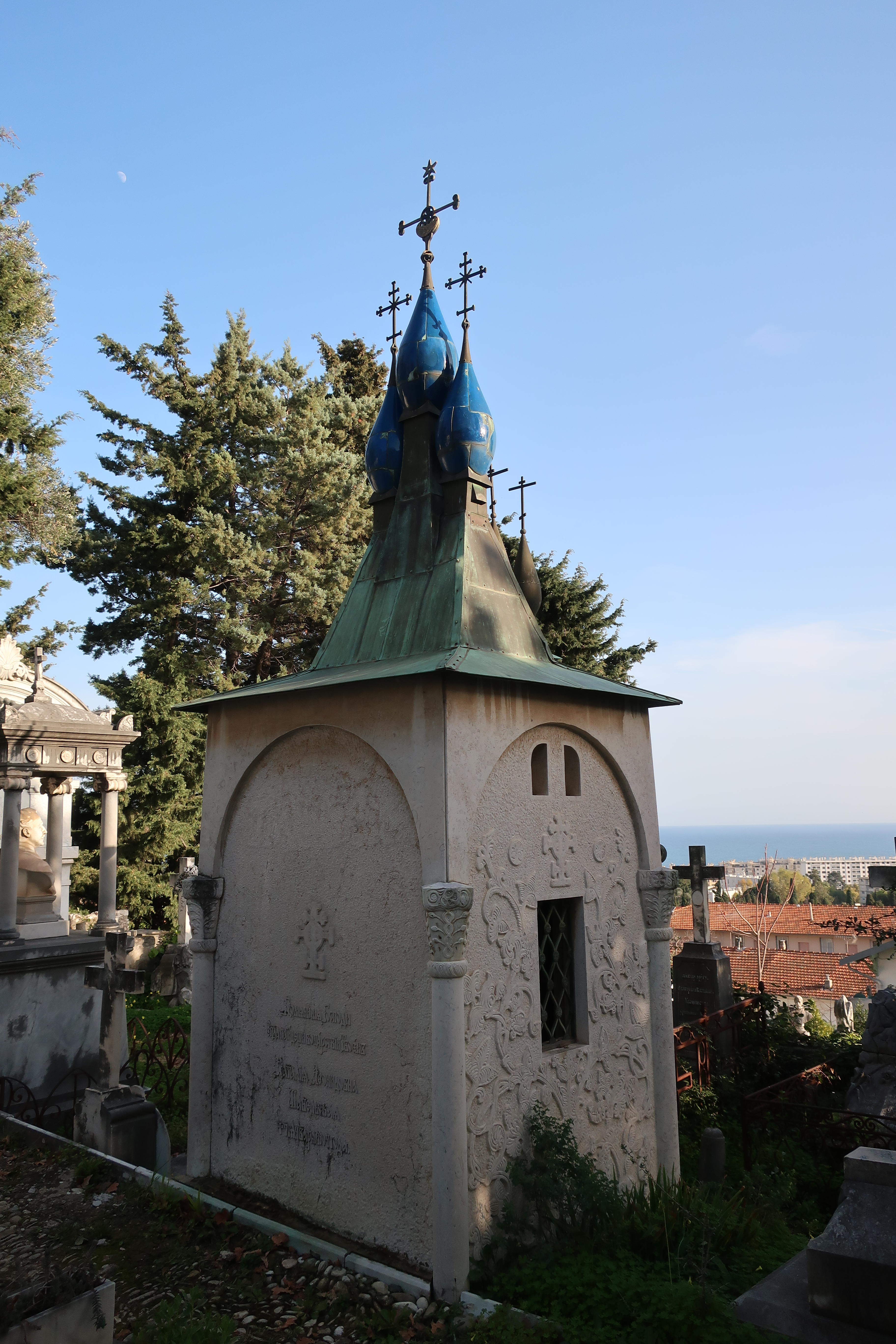
Часовня над могилой Н.Л. Шабельской в Ницце. Архитектор А. Щусев.

Обе позже эмигрировали: в начале 1925 года в Париж уехала Варвара, а летом к ней, тяжело заболевшей, выехала Наталья. В Париже сестры выполняли заказы Поля Пуаре — отделку платьев в древнерусском стиле, а в Ницце организовали свою мастерскую. Рисунки выполняла Варвара, модели — Наталья.

## Коллекция

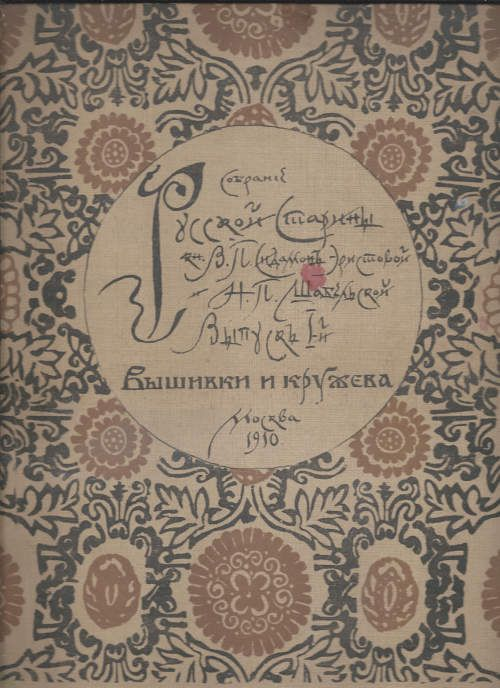
Обложка 1-го тома (1910 г.) описания коллекции — единственного из планировавшегося 12-томника, успевшего выйти из печати

Наталья Шабельская, выйдя замуж за крупнейшего землевладельца Харьковской губернии, устроила в своем имении — селе Чупаховка Лебединского уезда — мастерскую, где трудилось 14 вышивальщиц. Однако всецело собирательству она отдалась с переездом в Москву, предпринятом ради образования дочерей. Шабельская много путешествовала по России и активно приобретала предметы.
В начале 1890-х годов в своем московском особняке на углу Садовой и Бронной улиц она создала «Музей старины». Его коллекция включала старинные русские костюмы —крестьянские, купеческие, городские, старообрядческие — всех губерний России, головные уборы, шерстяные и шелковые платки, образцы старинных вышивок, кружев, материи, прялки, пряничные доски, игрушки, предметы археологии. К 1904 году в коллекции было более 20 000 предметов. 
Шабельская была первым крупным коллекционером в указанном разделе «старины», которая систематически фиксировала происхождение вещей по губерниям и иногда по уездам.
В 1904 году В. В. Стасов писал в некрологе на её кончину:

После нескольких немногих лет занятий она сделалась одним из величайших и капитальнейших знатоков этой характерной отрасли древнего русского творчества, а дом её в Москве сделался настоящим музеем, необыкновенно богатым и разнообразным.
Собрание экспонировалось на многих выставках в городах: Москва (1890), Санкт-Петербург (1892), Чикаго (1893), Антверпен (1894), Париж (1900). В 1900 году коллекция была представлена в одном из русских павильонов на Всемирной выставке в Париже.
В 1892 году Наталья Шабельская, чье здоровье ухудшилось, подарила часть своего собрания (коллекции головных уборов, русских вышивок и образцов тканей XVII—XIX веков) в дар Императорскому Российскому Историческому музею. За заслуги в изучении и сбережении памятников народного искусства Шабельская была избрана действительным членом Российского Исторического музея.
После кончины Натальи в 1904 году возник вопрос о дальнейшей судьбе музея. Её дочери предложили петербургскому Этнографическому отделу Русского музея приобрести собрание, при условии создании в музее зала её имени. В 1906 году в музей поступило более 4 тыс. экспонатов; из них 1 478 были подарены безвозмездно, а 2 596 — куплены за 40 тыс. руб. золотом в рассрочку на 5 лет на средства императора Николая II в дар Русскому музею.
Часть коллекции после революции 1917 года осталась за пределами России, несмотря на усилия сестры-эмигрантки вернуть её на родину. 

«Заграничная часть собрания Шабельских впоследствии оказалась поделенной на две части: одна попала в Соединенные Штаты Америки, другая осталась у секретаря Шабельских Лукьяновского. У последнего вещи из некогда знаменитой коллекции купил в 1988 году живший в Париже Павел Михайлович Толстой-Милославский. Он-то и вернул на родину это собрание: в 1991 году он принес несколько сот предметов в дар Всероссийскому музею народного и декоративно-прикладного искусства» .
В настоящее время предметы из коллекции находятся в собраниях:
- Российский Этнографический музей (около 2250 предметов)[6]
- Государственный Эрмитаж
- Государственный Русский музей
- Государственный Исторический музей
- Всероссийский музей декоративно-прикладного и народного искусства
- Ярославский историко-художественный музей-заповедник
- Музей художественных тканей МГТУ имени А. Н. Косыгина
- Метрополитен-Музей (США)

Некоторое количество предметов из коллекции Н. Л. Шабельской находится у частных коллекционеров Парижа и США.
М. Агапова в 2010-х годах создала сводный каталог коллекции Н. Л. Шабельской в своей диссертации.

### Фотоснимки коллекции
Известно, что фотофиксация коллекции велась, по меньшей мере, с середины 1890-х годов. Впервые снимки были опубликованы в 1908 году в очерке Редина Е. К., посвященном письмам В. В. Стасова к Н. Л. Шабельской. Моделями во многих случаях были дочери собирательницы. Свои изображения в английском издании «Русской старины» сестры выделили, поместив раскрашенные фотографии. Небольшую часть фотоколлекции они увезли с собой в Париж в 1925 году. Оставшиеся 85 номеров поступили в собрание Дашковского музея в Москве в первой четверти XX века и в настоящее время хранится в фотоархиве Российского этнографического музея. В 2009 году Российский этнографический музей представил в Центре Ив Сен-Лорана выставку русских народных костюмов. К этому событию на французском языке был издан каталог дореволюционных фотографий собрания Шабельских, находящихся в собрании РЭМ.

### Галерея

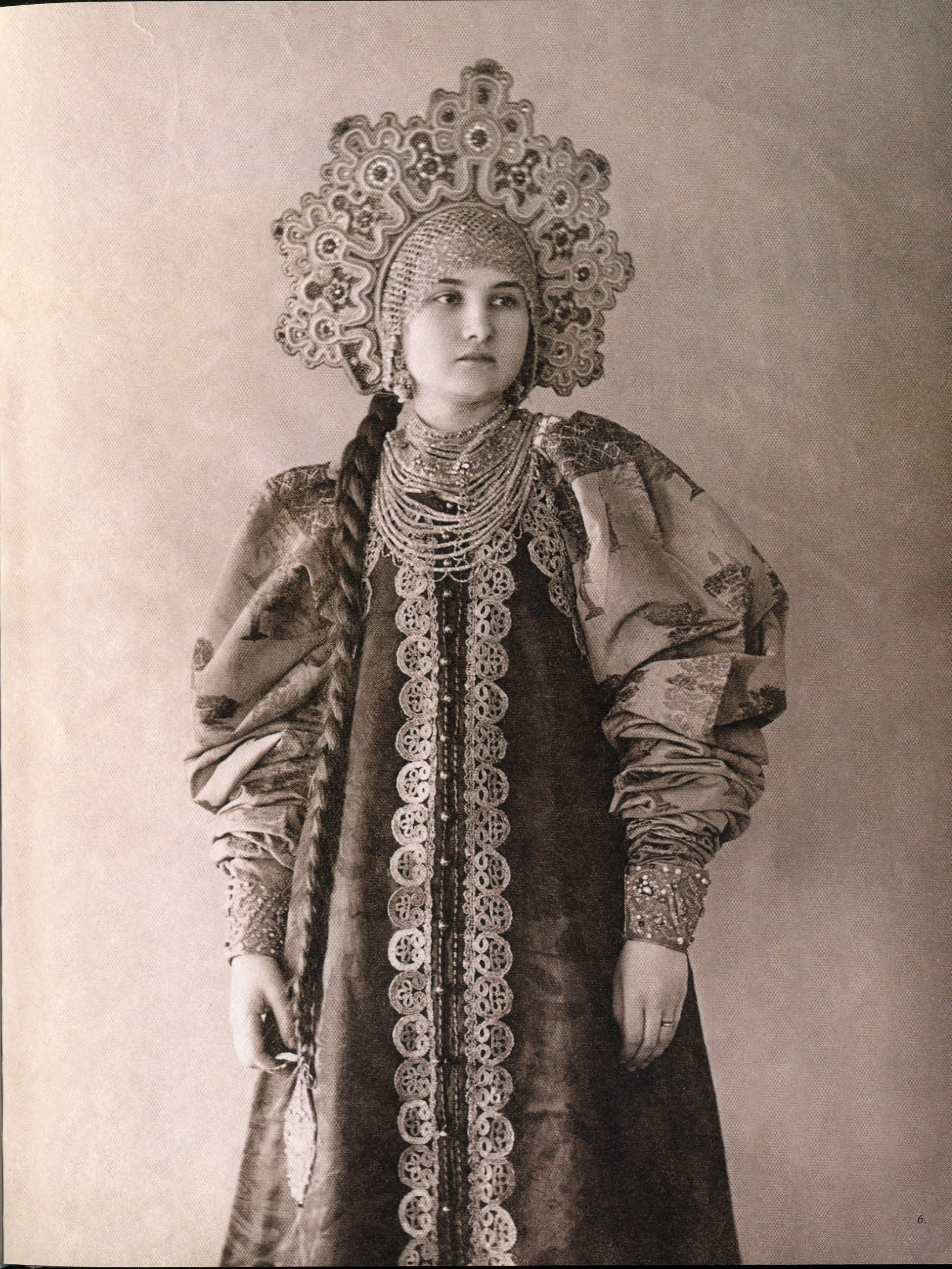
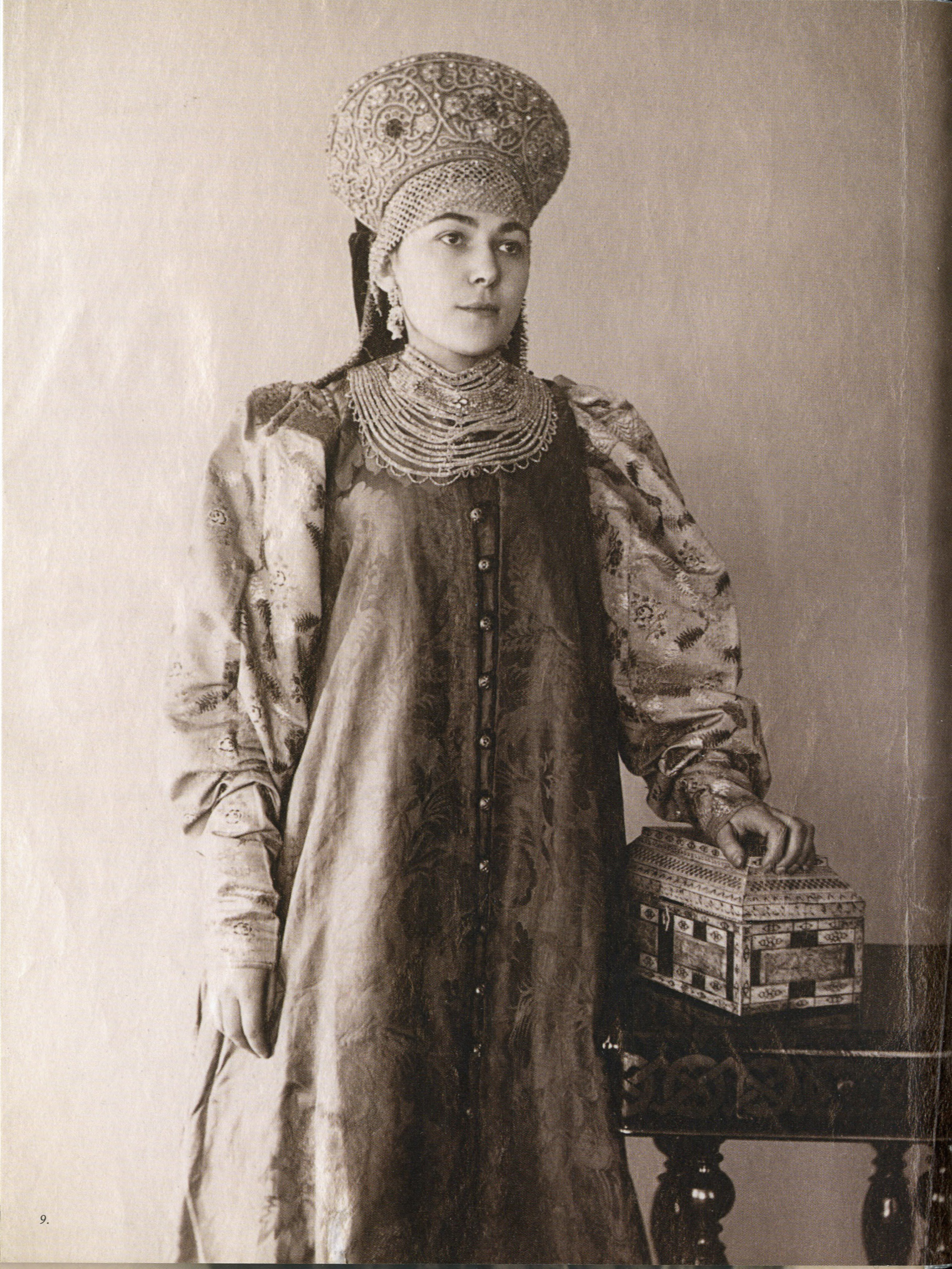
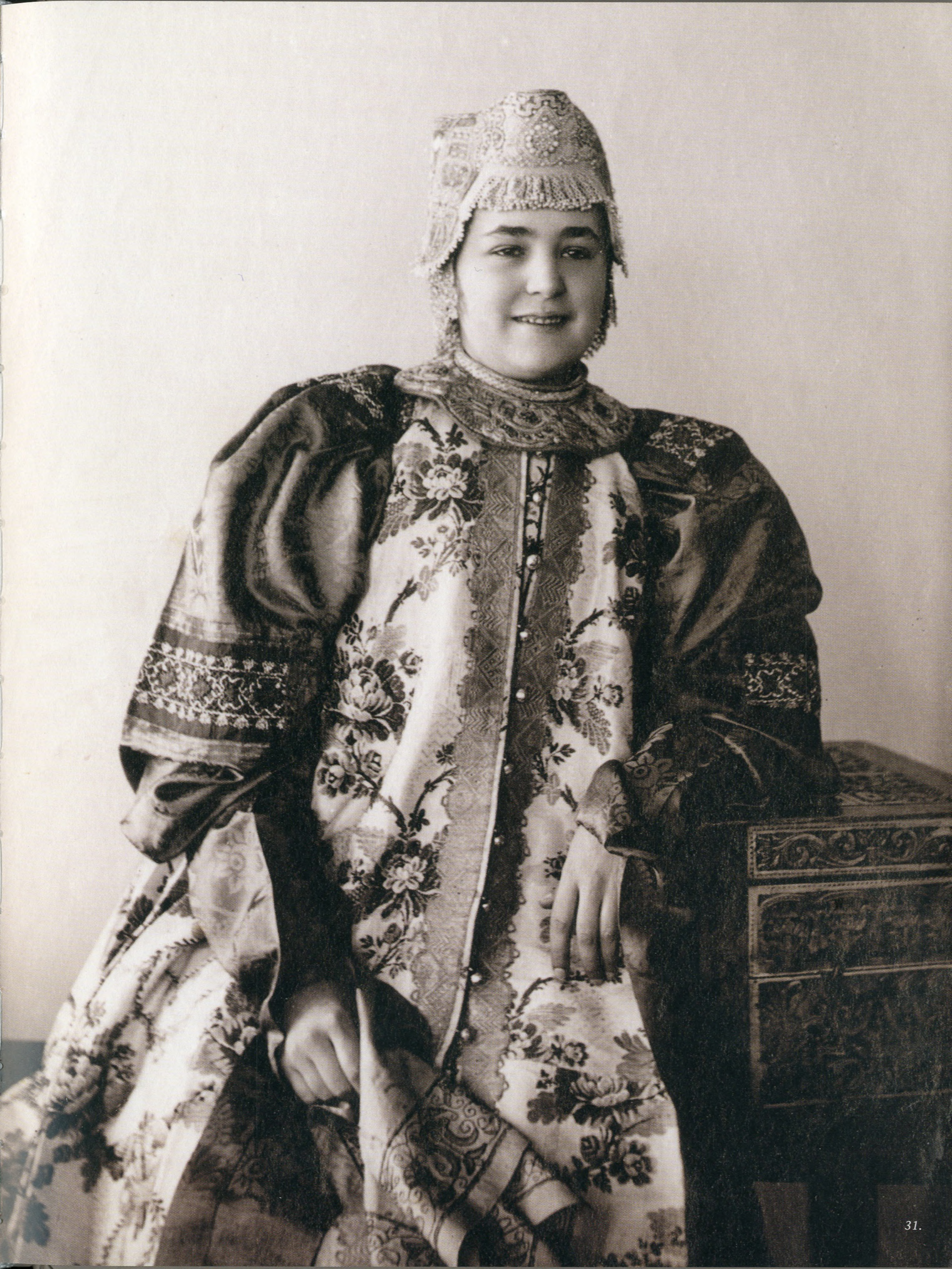

## Сочинения Шабельской и её дочерей
- Шабельская Н. Л. Собрание предметов русской старины. М., 1891: Каталог выставки восьмого археологического съезда в Москве в 1890 г. М., 1890 (Собрание Натальи Леонидовны Шабельской);
- В. П. Сидамон-Эристова и Н. П. Шабельская. Собрание русской старины, вып. 1. М. 1910
- Шабельская Н. П. Материалы и технические приемы в древнерусском шитье // Вопросы реставрации. Вып. 1. — М.: ЦГРМ, 1926. — С. 113—124.

После смерти матери сестры решили продолжить выпуск задуманных матерью альбомов: были подготовлены материалы для 12 томов, однако до революции удалось опубликовать только один том, посвященный вышивкам и кружевам.